# Laure de Cordoue
Pour les articles homonymes, voir Laure.
Sainte Laure de Cordoue ( † 864), une des 48 Martyrs de Cordoue. Cette jeune chrétienne catholique fut torturée et mise à mort pour avoir refusé de se convertir à l'Islam. Fête le 19 octobre.

## Biographie
Veuve après six ans de mariage, elle choisit de devenir religieuse et serait rentrée au monastère de Cuteclara. Elle en devint abbesse et gouverna le monastère pendant neuf ans. Avec l'arrivée des Maures en Espagne, les peuples chrétiens eurent à souffrir de cruelles persécutions, spécialement à Cordoue.
Sainte Laure en fut l'une des victimes. Dénoncée comme chrétienne devant l'émir, elle refusa d'embrasser l'Islam. Longuement fouettée de verges elle fut finalement plongée dans une chaudière de poix brûlante ou de plomb fondu.
Liutprand nous assure que durant trois heures, elle y chanta les louanges de Dieu.